# New Hampshire General Court

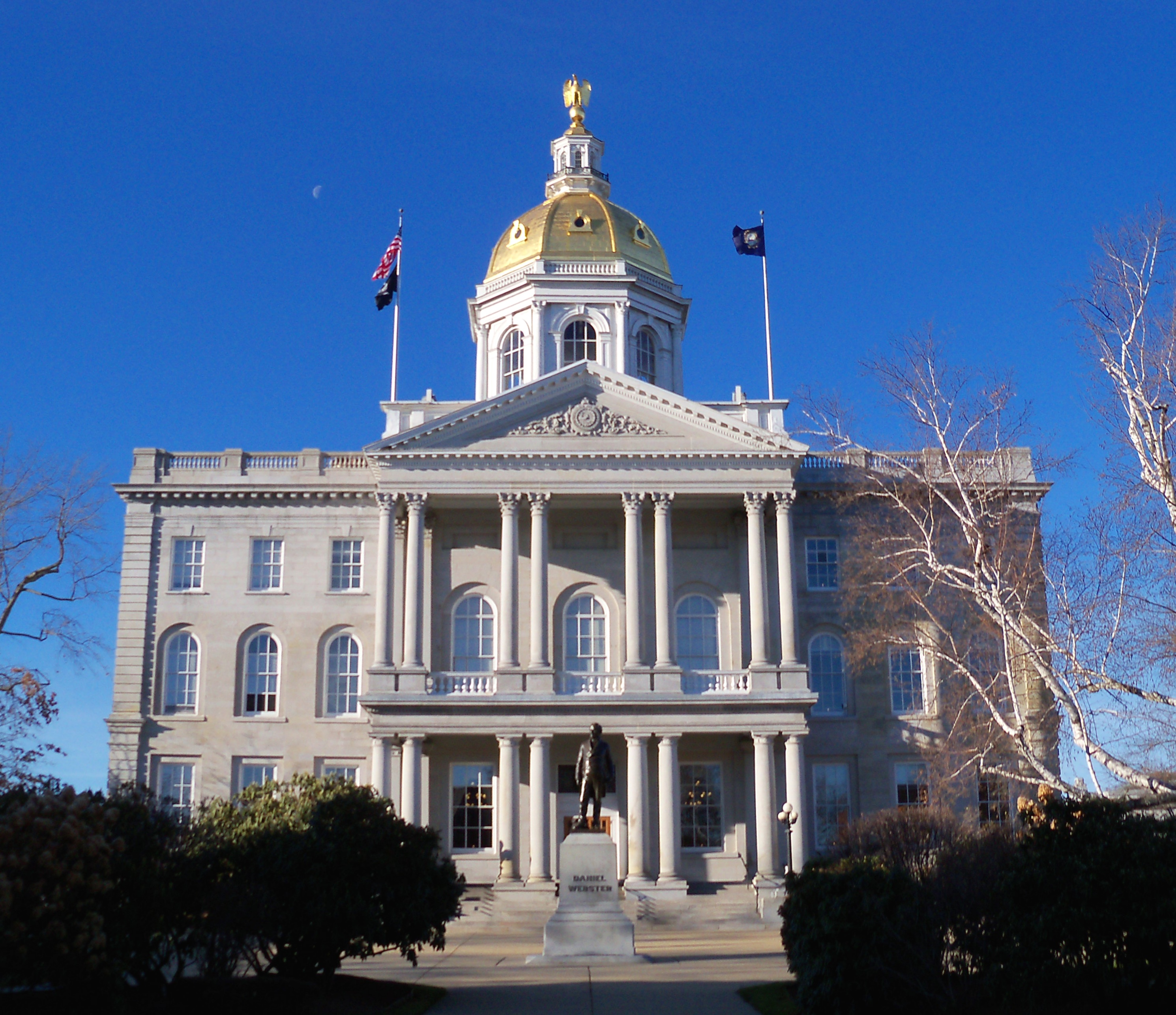
Der General Court tagt im New Hampshire State House

Der New Hampshire General Court ist die State Legislature und damit die Legislative des US-Bundesstaats New Hampshire und wurde durch die staatliche Verfassung 1784 geschaffen. Er besteht aus dem Repräsentantenhaus von New Hampshire, das als Unterhaus fungiert, sowie dem Senat von New Hampshire als Oberhaus. Der General Court tagt im New Hampshire State House in Concord, das auch Sitz des Gouverneurs und seines Stellvertreters ist.
Das Repräsentantenhaus besteht aus 400 Mitgliedern, der Senat aus 24. Das Repräsentantenhaus ist das größte aller Bundesstaaten der USA, sowohl absolut als auch im Verhältnis zum Senat. Beide Kammern werden für zwei Jahre gewählt. Der Wahltag fällt mit dem des Bundeskongresses zusammen. Die Wahlkreise der Mitglieder des Repräsentantenhauses sind unterschiedlich groß, es werden ein bis elf Mitglieder gewählt. Jeder Wähler hat dabei so viele Stimmen, wie Sitze zu vergeben sind, so dass häufig alle Sitze eines Wahlkreises an eine Partei fallen.
Wählbar sind Einwohner des entsprechenden Wahlbezirks, die als Kandidat für den Senat seit mindestens sieben Jahren, für das Repräsentantenhaus seit mindestens zwei Jahren in New Hampshire leben. Das Mindestalter beträgt 30 Jahre für den Senat, 18 Jahre für das Repräsentantenhaus.
Die National Conference of State Legislatures (NCSL) ordnet den General Court von New Hampshire als Teilzeitparlament „lite“ ein. Mit einer Vergütung von 100 USD pro Jahr (2020) liegen die Abgeordneten auf dem letzten Platz aller Staatsparlamentarier.